# Grande Villaggio dei Natchez
Il Grande Villaggio dei Natchez, conosciuto anche come Sito di Fatherland, è un sito archeologico della Cultura di Plaquemine (variante regionale della Cultura del Mississippi). Si trova presso la città di Natchez, nella Contea di Adams, nello Stato del Mississippi. Il sito fu abitato dai Natchez nel XVII e XVIII secolo e fu poi abbandonato nel 1730 a seguito della distruzione da parte dei Francesi. Il sito è stato dichiarato National Historic Landmark nel 1964.